# Elysium

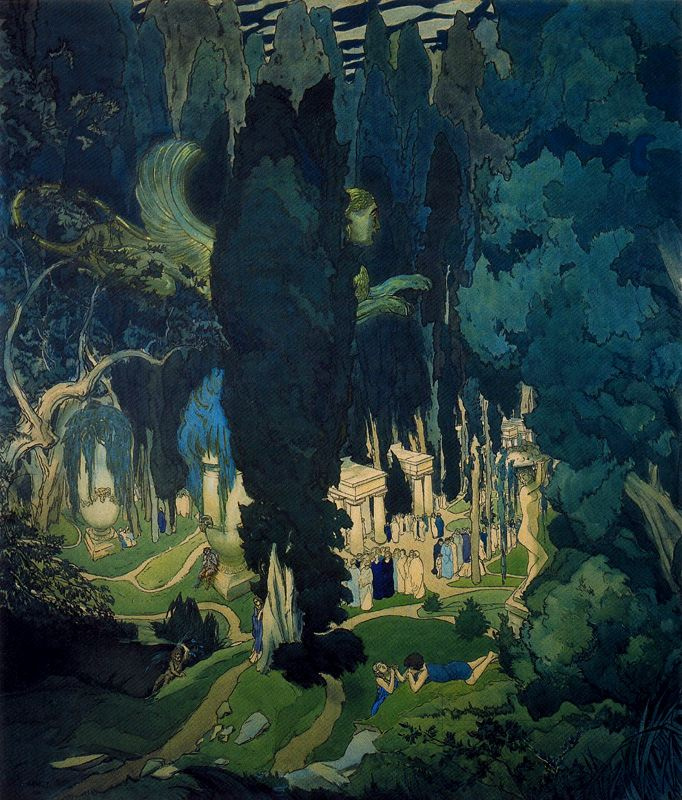
Elysium
(1906), Léon Bakst

Elysium (Grieks: Ἠλύσιον), Elysese velden, Eleysche velden of Elyseïsche velden was in de Romeinse godsdienst een geheel van het aardse leven afgescheiden plaats in de onderwereld, waar de gelukzaligen vertoefden. Het Latijnse woord is afgeleid van het Griekse Elysion, dat echter verschilde in voorstelling met die van het Romeinse Elysium, zoals aangetroffen bij de Romeinse dichter Vergilius.
In het verhaal van Vergilius komt Aeneas aan op de verblijfplaats van de gelukzaligen, nadat hij langs de Tartarus is gereisd. Daar ziet hij lachende dreven, met hun eigen sterren en hun eigen zon. Hij ziet er oude helden die zich vermaken met kampspelen, met worstelen, met dans en zang.
In het Elysion, zoals dit door de oudere Griekse dichters wordt beschreven, worden personen aangetroffen die plotseling uit het gewone mensenleven zijn weggerukt en in een andere omgeving beland.